# George Karl
George Matthew Karl, född 12 maj 1951 i Penn Hills i Pennsylvania, är en amerikansk baskettränare och före detta basketspelare. Han tilldelades NBA Coach of the Year Award 2013.

## Lag

### Som spelare
- San Antonio Spurs (ABA, 1973–1976)
- San Antonio Spurs (1977–1978)

### Som tränare
- San Antonio Spurs (1978–1980, assisterande)
- Montana Golden Nuggets (CBA, 1980–1983)
- Cleveland Cavaliers (1984–1986)
- Golden State Warriors (1986–1988)
- Albany Patroons (CBA, 1988–1989)
- Real Madrid (Spanien, 1989–1990)
- Albany Patroons (CBA, 1990–1991)
- Real Madrid (Spanien, 1991–1992)
- Seattle SuperSonics (1992–1998)
- Milwaukee Bucks (1998–2003)
- Denver Nuggets (2005–2013)
- Sacramento Kings (2015–2016)

## Fotnoter
1. ↑  College Basketball at Sports-Reference.com, läst: 28 juli 2020.[källa från Wikidata]
2. ↑  RealGM, RealGM basketbollspelar-ID: 65949, läst: 4 april 2022.[källa från Wikidata]
3. ↑  Basketball-Reference.com, Basketball-Reference.com NBA tränar-ID: karlge01c, läst: 24 april 2022.[källa från Wikidata]